# 正行寺 (青森県中泊町)
正行寺（しょうぎょうじ）は、青森県北津軽郡中泊町小泊字小泊にある日蓮宗の寺院。山号は法広山。旧本山は弘前本行寺。境内からは竜飛崎や北海道松前郡等が一望に見える。

## 歴史
寛文年間（1661年－1673年）現在の五所川原市飯詰に智養院日量の開山で創建した。宝永4年（1707年）現在地に移転、あわせて七面大明神を勧請した。現在の本堂は幕末頃の不惜院日性の代（1854年－1867年）に再建されたもの。

## 伽藍
- 本堂
- 七面堂　大正15年（1926年）
- 庫裡　昭和33年（1958年）

## 歴代
- 智養院日量
- 不惜院日性

## 参考資料
- 日蓮宗寺院大鑑編集委員会『宗祖第七百遠忌記念出版 日蓮宗寺院大鑑』大本山池上本門寺 (1981年)